# Simon Drake
Simon Drake (Simon Alexander, 1 de marzo de 1957) es un mago e ilusionista inglés de estilo Shock Art minimalista y gore. Se le conoce por sus performances sarcásticas y de humor negro que son su principal sello. Residente en la ciudad de Londres. Es también popular por su actuación en la innovadora serie de televisión The Secret Cabaret, presentada en el Canal 4 en el Reino Unido. Colaboró con la banda de heavy metal inglesa Iron Maiden en la realización del video Raising Hell, en donde bajo su inconfundible estilo ejecuta sangrientos trucos de magia, mientras la banda da un concierto soporte del álbum de 1992 Fear of the Dark.